# بالیمو
بالیمو Balimou  یک روستا از توابع منطقه زِرکوره در جنوب شرقی کشور گینه می‌باشد.

## منبع
مشارکت کنندگان ویکی‌پدیای انگلیسی